# Hans Dieter Mäde

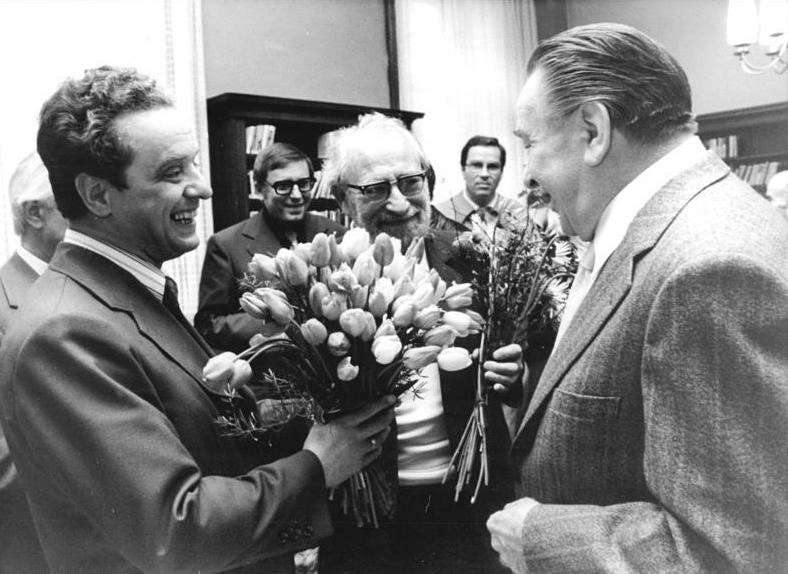
Hans Dieter Mäde (links), 1975

Hans Dieter Mäde (* 29. Januar 1930 in Krakow am See, Amt Güstrow, Mecklenburg-Schwerin; † 29. Mai 2009 in Krakow am See, Landkreis Güstrow, Mecklenburg-Vorpommern) war ein deutscher Theaterregisseur, Dramaturg, Intendant und von 1976 bis 1989 Generaldirektor der DEFA.

## Leben und Wirken
Hans Dieter Mäde wuchs in Schwerin auf und studierte zunächst von 1947 bis 1949 Germanistik und Geschichte an der Universität Rostock. Von 1949 bis 1952 folgte ein Studium der Theaterwissenschaft, Dramaturgie und Regie am Deutschen Theater-Institut in Weimar mit Diplom-Abschluss. Bereits im Jahr 1946 war Mäde Mitglied der SED geworden.
Von 1952 bis 1956 war Mäde Chefdramaturg und Regisseur am Theater Erfurt. Es folgte bis 1961 die Tätigkeit als Regisseur am Maxim-Gorki-Theater. Von 1961 bis 1966 war Mäde Generalintendant und Chefregisseur Schauspiel am Theater Karl-Marx-Stadt. Es folgten die Generalintendanz am Staatsschauspiel Dresden bis 1972 sowie im Anschluss eine Rückkehr an das Maxim-Gorki-Theater als Oberspielleiter bis 1976.
In parteipolitischer Funktion war Mäde von 1963 bis 1981 Kandidat des Zentralkomitees der SED und von 1981 bis 1989 Mitglied des ZK der SED. Von 1966 bis 1977 war er Vizepräsident des Verbandes der Theaterschaffenden der DDR und von 1974 bis 1991 war er ordentliches Mitglied der Akademie der Künste der DDR.
Im Dezember 1976 wurde Mäde Generaldirektor der DEFA als Nachfolger von Albert Wilkening. Aus gesundheitlichen Gründen legte er dieses Amt im Januar 1989 nieder und ging in den Vorruhestand.
Mäde war von 1957 bis zu seinem Tod mit der Schauspielerin Karin Lesch verheiratet. Aus der Ehe gingen zwei Kinder hervor, eine Tochter und der als Schriftsteller und Dramaturg tätige Sohn Michael Mäde.
Hans Dieter Mäde starb im Mai 2009 im Alter von 79 Jahren.

## Filmografie
- 1959: Das Stacheltier: Krawatzke zur Kur (Regie)

## Auszeichnungen
Hans Dieter Mäde war von 1969 bis 1974 außerordentliches Mitglied der Akademie der Künste der DDR in Ost-Berlin in der Sektion Darstellende Kunst sowie anschließend bis 1991 ordentliches Mitglied. Mäde erhielt folgende Ehrungen:
- 1959: Kunstpreis der DDR
- 1962: Nationalpreis der DDR II. Klasse für Kunst und Literatur (im Kollektiv)
- 1966: Nationalpreis der DDR III. Klasse für Kunst und Literatur
- 1972: Martin-Andersen-Nexö-Kunstpreis